# عقاب مارخور آندامان
عقاب مارخور آندامان (نام علمی: Spilornis elgini) نام یک گونه از سرده خال‌پرنده‌ها است.